# 2003 au Nunavut
Chronologie du Nunavut
- 1999
- 2000
- 2001
- 2002
- 2003
- 2004
- 2005
- 2006
- 2007

Cette page concerne des événements d'actualité qui se sont produits durant l'année 2003 dans le territoire canadien du Nunavut.

## Politique
- Premier ministre : Paul Okalik
- Commissaire : Peter Irniq (en)
- Législature : 1er législature (en)

## Événements
- Elisapee Sheutiapik (en) remporte l'élection municipale de la mairie d'Iqaluit où  elle défait le maire sortant John Matthews.
- 20 juin : James Arvaluk (en) quitte ses fonctions du député du Nanulik (en), après avoir été reconnu coupable de voie de fait causant des lésions corporelles contre sa petite amie en août 2000, pour lequel il a servi neuf mois.
- 2 septembre : Patterk Netser (en) remporte l'élection partielle du Nanulik (en) avec 40,94 % du vote contre ses deux adversaires George Tanuyak avec 39,21 % et Francis Mazhero avec 19,85 %.
- 30 octobre : Paul Okalik prononce une déclaration à propos de l'Adoption du mariage homosexuel (en) au Nunavut :

« If developments in the Parliament of Canada and the Supreme Court of Canada result in the definition of marriage being broadened, we will respect the law and comply with that. In the meantime, anyone in Nunavut who has been legally married anywhere will be recognized by the Government of Nunavut as married

Si les décisions du Parlement du Canada et de la Cour suprême du Canada se traduisent par le fait que la définition du mariage soit élargie, nous allons respecter la loi et nous conformer à cela. En même temps, tout le monde au Nunavut qui a été marié n'importe où sera reconnu par le gouvernement du Nunavut en tant que marié »

— Paul Okalik